# Karolis Antanavičius
Karolis Antanavičius (Utena, 6 de enero de 1998) es un jugador de balonmano lituano que juega de lateral izquierdo en el Alpla HC Hard. Es internacional con la selección de balonmano de Lituania.
Su primer gran campeonato con la selección fue el Campeonato Europeo de Balonmano Masculino de 2022.

## Palmarés

### VHC Šviesa
- Liga de Lituania de balonmano (1): 2021

### Alpla HC Hard
- Copa de Austria de balonmano (1): 2023
- Supercopa de Austria de balonmano (1): 2023

## Clubes
| Club          | País     | Año       |
| ------------- | -------- | --------- |
| VHC Šviesa    | Lituania | 2017-2021 |
| Alpla HC Hard | Austria  | 2021-Act. |